# Скалярна кривина
Скалярна кривина (або скаляр Річі) — найпростіший з можливих інваріантів кривизни Ріманових многовидів. Кожній точці многовиду вона ставить у відповідність одне дійсне число, яке визначається внутрішньою геометрією многовида в околиці цієї точки. Зокрема, скалярна кривина виражає значення об'єму на який відрізняються геодезичні кулі у викривленому рімановому многовиді і в евклідовому просторі. Отримується згорткою тензора Річчі з метричним тензором
{\displaystyle R\,=g^{\mu \nu }\,R_{\mu \nu }}

## Рівняння гравітаційного поля
В загальної теорії відносності функціонал дії для гравітаційного поля виражається за допомогою інтеграла по чотиривимірному об'єму від скалярної кривизни:
{\displaystyle S_{G}=\varkappa \int \limits _{M}R{\sqrt {-g}}d\Omega }
Тому рівняння гравітаційного поля можуть бути отримані шляхом взяття похідної Ейлера-Лагранжа від скалярної густини кривизни {\displaystyle {\sqrt {-g}}\,R}.

## Двовимірні поверхні
Для двовимірних ріманових многовидів скалярна кривина збігається з гаусовою кривиною многовиду. Інтеграл по гаусовій кривині дорівнює ейлеровій характеристиці поверхні помноженій на {\displaystyle 2\pi } — це твердження становить суть теореми Гауса-Бонне.